# 센초정
센초정(일본어: 千丁町)은 일본 구마모토현 야쓰시로군에 있던 정이다. 
2005년 8월 1일에, 가가미정, 사카모토촌, 도요촌, 이즈미촌과 합병해, 신 야쓰시로시가 되었기 때문에 폐지되었다.

## 역사
- 1889년 4월 1일 - 정촌제 시행에 수반해 센초촌이 탄생하였다.
- 1928년 9월 14일 - 쇼와촌이 분립하였다.
- 1976년 8월 1일 - 정으로 승격해, 센초정이 되었다.
- 2005년 8월 1일 - 가가미 정, 사카모토 촌, 도요 촌, 이즈미 촌과 대등합병해, 야쓰시로시가 되었다.

## 교통

### 철도
- 규슈 여객철도
  - 가고시마 본선

## 참고 문헌
- 角川日本地名大辞典編纂委員会, 『角川日本地名大辞典 43 熊本県』1987, 角川書店